# Cillian Vallely

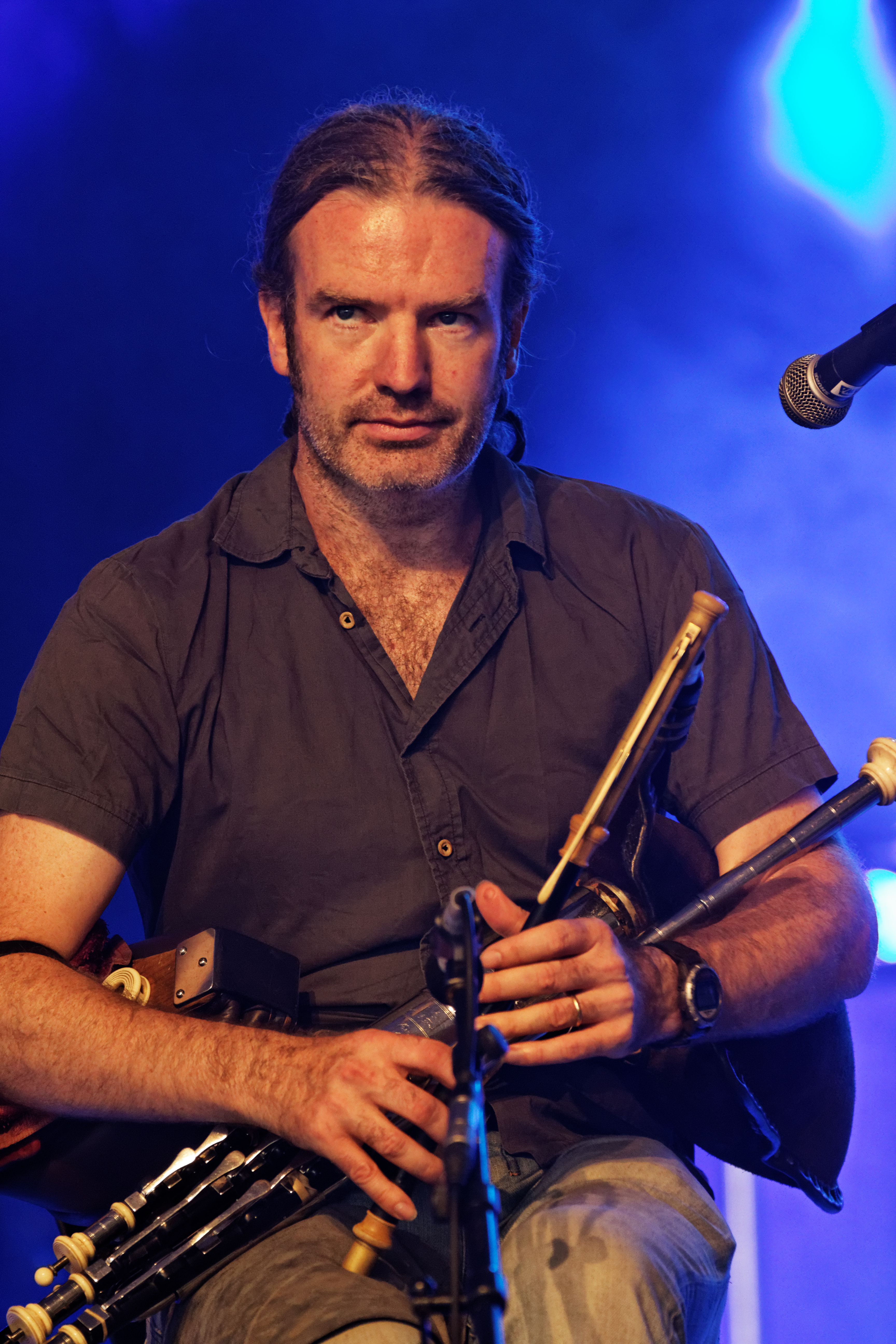
Cillian Vallely en 2013

Cillian Vallely es un músico irlandés nacido en Armagh, Irlanda del Norte. Toca la gaita y flauta irlandesas. Sus padres, Brian y Eithne, y hermanos Niall y Caoimhin también tocan música tradicional.
Vallely es miembro de la banda de música tradicional Lúnasa, y tomó parte en la versión de Boadway de Riverdance.

## Discografía
Niall y Cillian Vallely
- Callan Bridge (2002)

Lúnasa (con Cillian Vallely)
- The Merry Sisters of Fate (2001)
- Redwood (2003)
- The Kinnitty Sessions (2004)
- Sé (2006)

Varios artistas incluyendo Lúnasa.
- Untamed - Próxima generación celta (2001)
- "Irish Jam" (banda sonora, 2005, varios artistas)
- New Day (2004)